# Persone di nome Carlos/Politici
| Questa pagina contiene informazioni ricavate automaticamente dalle voci biografiche con l'ausilio del template Bio e di un bot. L'aggiornamento è periodico e automatico e ricostruisce completamente la pagina. Se manca una persona in questa lista, sei pregato di non aggiungerla, ma accertati piuttosto che la sua voce biografica contenga il template Bio e che i dati anagrafici siano correttamente compilati. Se il template Bio manca, inseriscilo tu stesso o, in alternativa, metti l'avviso {{tmp\|Bio}} che ne segnala la mancanza. Se i dati riportati sono sbagliati, correggi direttamente la voce biografica; le modifiche saranno visibili in questa lista entro pochi giorni. Per chiarimenti vedi il progetto antroponimi. La lista contiene solo le 59 persone che sono citate nell'enciclopedia e per le quali è stato implementato correttamente il template Bio. Pagina aggiornata al 7 apr 2025. |

Questa è una lista di persone presenti nell'enciclopedia che hanno il nome Carlos e sono politici.

## A(5)
- Carlos Anaya, politico e storico uruguaiano (San Pedro, n. 1777 - Montevideo, † 1862)
- Carlos Julio Arosemena Monroy, politico ecuadoriano (Guayaquil, n. 1919 - Guayaquil, † 2004)
- Carlos Julio Arosemena Tola, politico ecuadoriano (Guayaquil, n. 1888 - † 1952)
- Carlos Alberto Arroyo del Río, politico ecuadoriano (n. 1893 - † 1969)
- Carlos Miguel Aysa González, politico, diplomatico e avvocato messicano (Palizada, n. 1950)

## B(2)
- Carlos Romero Barceló, politico portoricano (San Juan, n. 1932 - San Juan, † 2021)
- Carlos Fernando Borja, politico e ex calciatore boliviano (Cochabamba, n. 1956)

## C(7)
- Carlos Antonio Carrillo, politico e militare statunitense (n. 1783 - † 1852)
- Carlos Carvalhas, politico portoghese (São Pedro do Sul, n. 1941)
- Carlos Casamiquela, politico e ingegnere argentino (Viedma, n. 1948 - † 2020)
- Carlos Castillo Armas, politico e militare guatemalteco (Santa Lucía Cotzumalguapa, n. 1914 - Città del Guatemala, † 1957)
- Carlos César, politico portoghese (Ponta Delgada, n. 1956)
- Carlos Correia, politico guineense (Bissau, n. 1933 - † 2021)
- Carlos Curbelo, politico statunitense (Miami, n. 1980)

## D(5)
- Carlos Delgado Chalbaud, politico e militare venezuelano (Caracas, n. 1909 - Caracas, † 1950)
- Carlos Graça, politico saotomense (n. 1931 - Lisbona, † 2013)
- Carlos Veiga, politico capoverdiano (Mindelo, n. 1949)
- Carlos de Gurrea, politico spagnolo (n. 1634 - † 1692)
- Carlos Agostinho do Rosário, politico e diplomatico mozambicano (Maxixe, n. 1954)

## F(4)
- Carlos Figueroa Serrano, politico e avvocato cileno (Angol, n. 1930)
- Carlos L. Fischer, politico uruguaiano (Fray Bentos, n. 1903 - Montevideo, † 1969)
- Carlos Roberto Flores, politico honduregno (Tegucigalpa, n. 1950)
- Carlos Floriano, politico spagnolo (Cáceres, n. 1967)

## G(5)
- Carlos Garaikoetxea, politico, avvocato e economista spagnolo (Pamplona, n. 1938)
- Carlos García-Bedoya, politico peruviano (Lima, n. 1925 - Lima, † 1980)
- Carlos A. Giménez, politico statunitense (L'Avana, n. 1954)
- Carlos Gutierrez, politico e dirigente d'azienda cubano (L'Avana, n. 1953)
- Carlos Rojas Gutiérrez, politico messicano (Città del Messico, n. 1954 - Città del Messico, † 2024)

## H(3)
- Carlos Hank González, politico messicano (Santiago Tianguistenco, n. 1927 - † 2001)
- Carlos Herrera y Luna, politico guatemalteco (n. 1856 - Parigi, † 1930)
- Carlos Holguín Mallarino, politico colombiano (Nóvita, n. 1832 - Bogotà, † 1894)

## J(1)
- Carlos Gomes Júnior, politico guineense (Bolama, n. 1949)

## L(5)
- Carlos Lleras Restrepo, politico colombiano (Bogotà, n. 1908 - Bogotà, † 1994)
- Carlos Antonio López, politico e avvocato paraguaiano (Asunción, n. 1792 - Asunción, † 1862)
- Carlos Lozano de la Torre, politico messicano (Bakersfield, n. 1950)
- Carlos Lupi, politico brasiliano (Campinas, n. 1957)
- Carlos Luz, politico brasiliano (Três Corações, n. 1894 - Rio de Janeiro, † 1961)

## M(8)
- Carlos Maia Pinto, politico e militare portoghese (Porto, n. 1866 - Foz do Douro, † 1932)
- Carlos Marighella, politico, guerrigliero e scrittore brasiliano (Salvador, n. 1911 - San Paolo, † 1969)
- Carlos Mazón, politico e avvocato spagnolo (Alicante, n. 1974)
- Carlos Mendieta, politico cubano (San Antonio de las Vueltas, n. 1873 - L'Avana, † 1960)
- Carlos Mesa, politico boliviano (La Paz, n. 1953)
- Carlos Moorhead, politico statunitense (Long Beach, n. 1922 - La Cañada Flintridge, † 2011)
- Carlos Mota Pinto, politico portoghese (Pombal, n. 1936 - Coimbra, † 1985)
- Manuel Márquez Sterling, politico, giornalista e scacchista cubano (Lima, n. 1872 - L'Avana, † 1934)

## N(1)
- Carlos Arias Navarro, politico spagnolo (Madrid, n. 1908 - Madrid, † 1989)

## O(1)
- Carlos Cojuangco, politico e imprenditore filippino (Manila, n. 1963 - Taguig, † 2022)

## P(5)
- Carlos Pellegrini, politico, avvocato e giornalista argentino (Buenos Aires, n. 1846 - Buenos Aires, † 1906)
- Carlos Andrés Pérez, politico venezuelano (Rubio, n. 1922 - Miami, † 2010)
- Carlos Perreau de Pinninck Doménech, politico e imprenditore spagnolo (Madrid, n. 1953)
- Carlos P. Garcia, politico e poeta filippino (Talibon, n. 1896 - Quezon City, † 1971)
- Carlos Prío Socarrás, politico cubano (Bahía Honda, n. 1903 - Miami Beach, † 1977)

## R(2)
- Carlos Javier Regazzoni, politico e medico argentino (Buenos Aires, n. 1967)
- Carlos Roberto Reina, politico honduregno (Tegucigalpa, n. 1926 - Tegucigalpa, † 2003)

## S(1)
- Carlos Salinas, politico messicano (Città del Messico, n. 1948)

## T(2)
- Carlos Holmes Trujillo, politico e diplomatico colombiano (Cartago, n. 1951 - Bogotà, † 2021)
- Carlos Isagani Zarate, politico e attivista filippino (General Santos, n. 1967)

## U(1)
- Carlos Manuel Urzúa Macías, politico e economista messicano (Aguascalientes, n. 1955 - Città del Messico, † 2024)

## W(1)
- Carlos Westendorp, politico e diplomatico spagnolo (Madrid, n. 1937)